# Josef Hendel
Josef Hermann Hendel (* 15. Mai 1897 in Roßbach; † 9. Mai 1993 in Neuenkirchen) war ein deutscher Künstler, der hauptsächlich Federzeichnungen anfertigte, aber auch zahlreiche Holzschnitte, Radierungen, Aquarelle und Ölgemälde schuf.

## Leben
Hendel entstammte einer wohlhabenden böhmischen Textilfabrikantenfamilie. Nachdem er am Ersten Weltkrieg teilgenommen hatte, begann er 1923 ein Kunststudium in München an der Hans-Hofmann-Schule gegen den Willen seiner Eltern und wurde von ihnen enterbt. Er studierte unter anderem bei den Impressionisten Carl Johann Becker-Gundahl und Adolf Schinnerer sowie beim Freskenmaler Franz Klemmer. Beim Porträtmaler Hugo von Habermann war er Meisterschüler.
Bereits im Jahr 1924 waren seine Exponate neben Werken von Moholy-Nagy in der Galerie Goltz zu sehen. Seine Holzschnitte machten Ende der 1920er Jahre Schlagzeilen. Eine Reihe von Federzeichnungen, die er 1938 im Münchener „Haus der Kunst“ ausstellen wollte, wurden als zu skurril abgelehnt, worauf hin der sensible Künstler diese Werke vernichtete. Auch am Zweiten Weltkrieg musste er teilnehmen und konnte hierdurch sein Studium erst 1943 abschließen. Nach dem Kriegsende 1945 wurde er zwangsweise nach Velbert umgesiedelt. In der Nachkriegszeit verdiente sich der Künstler seinen Lebensunterhalt mit Arbeiten für Tageszeitungen und Zeitschriften. Das erlebte Leid führte ihn zur Auseinandersetzung mit Glaubensinhalten und er konvertierte in den 1950er Jahren zur katholischen Kirche. Ab 1950 war er verheiratet mit der Werkkünstlerin Maria Speckamp und betrieb zusammen mit ihr ein Atelier in Velbert, das 1960 aufgelöst wurde.
In dieser Zeit unternahm das Ehepaar mit Unterstützung durch Stipendien Reisen in die Schweiz, nach Frankreich, Spanien, Portugal und England. Viele Werke entstanden auf diesen Reisen. Im Jahr 1960 zogen die Hendels nach Vreden, später nach Altenberge und dann nach Borghorst. Ab 1983 verbrachte das Ehepaar seinen Lebensabend in Neuenkirchen im Kreis Steinfurt.
Im Jahre 1991 erwarb die Gemeinde Neuenkirchen alle noch im Besitz des Künstlers befindlichen Werke (über 1500 Exponate). Auch der Nachlass des Ehepaares Hendel befindet sich im Besitz der Gemeinde und wird im „Hendel-Zimmer“ aufbewahrt.

## Ausstellung 2010 in Neuenkirchen
2010 feierten zwei Pfarren in Neuenkirchen (St. Anna und St. Josef) ein gemeinsames Jubiläum mit dem Jahresthema Leben in Fülle. Dazu gab es an acht verschiedenen Orten eine mehrmonatige Ausstellung mit 140 Werken Hendels zu Sinngebungs- und Glaubensfragen, darunter eine zum Jahresthema „Leben in Fülle“ in der Villa Hecking. Auch eine Straße wurde nach Hendel benannt.
Die Auswahl der Malereien und Zeichnungen aus über 1700 Werken traf die Kunsthistorikerin Ute Ewering und gliederte sie nach Themen. Bei der Eröffnung bezeichnete sie Hendel als einen gebildeten, höchst interessanten und schillernden Mensch, der „dank seines hohen Alters – er wurde 96 Jahre alt – ein Leben in Fülle erfahren durfte“. Trotz der massiven Probleme, die er wegen seines Kunstinteresses mit seinen Eltern hatte (der Vater war Textilfabrikant), habe es ihn schon in früher Kindheit zur Malerei hingezogen. Nach vielen Umwegen wohnte Josef Hendel mit seiner Frau Maria seit 1982 in Neuenkirchen. Der Bürgermeister Franz Möllering erinnerte sich: „In der Festrede zum 93. Geburtstag wurde Josef Hendel als selbstlos, bescheiden, demütig und als christlicher Mensch bezeichnet. Das erklärt wohl auch, dass er das große Erbe seines Vaters als Unternehmer ablehnte und Maler wurde“.

## Werke
- „Bildhauer Kroll“, aquarellierte Federzeichnung 1956, Archiv der Gemeinde Neuenkirchen
- „Alec Monlux, New York“, Federzeichnung 1956, Archiv der Gemeinde Neuenkirchen
- „Orientierung“, Federzeichnung und Tusche auf Papier 1962, Archiv der Gemeinde Neuenkirchen
- „Die Galeerensklaven“, aquarellierte Federzeichnung 1970, Archiv der Gemeinde Neuenkirchen

Abbildungen der oben aufgeführten Bilder sind zu finden in dem Buch „Unser Kreis 1996“.
Die fast vollständige Sammlung aller Werke befindet sich im Eigentum der Gemeinde Neuenkirchen und ist von Dr. Ute Ewering systematisch erfasst und katalogisiert worden. Sie verfasste eine Retrospektive mit 50 Abbildungen.
Nach Josef Hendels 95. Geburtstag 1992 wurden viele Bilder für eine Ausstellung in Velbert ausgeliehen. Auch in den Orten Saerbeck und Borghorst wurden Bilder gezeigt.
Anlässlich des Kirchenjubiläums von St. Anna (Neuenkirchen) „Leben in Fülle“ sind vom 20. August 2010 bis zum 19. September 2010 viele seiner Werke an acht verschiedenen Orten in Neuenkirchen ausgestellt, und eine auf 25 Exemplare limitierter Auflage (Reproduktion) der Federzeichnung „Flut, Ebbe“ wurde herausgegeben. Dauerhaft werden einige seiner Bilder im Rathaus, dem Ratssaal und in der „Villa Hecking“ zu sehen sein.

## Würdigung
In Anerkennung der Verdienste dieses Künstlers, wurde in der Gemeinde Neuenkirchen eine Wohnstraße nach ihm benannt (Josef-Hendel-Straße).